# Aero Boero AB-150
Der Aero Boero AB-150 wurde parallel zur Aero Boero AB-180 als kostengünstigere, weniger leistungsfähige Version dieses Flugzeugs entwickelt. Wie die 180 wurde es in einer Reise- und einer landwirtschaftlichen Variante produziert.

## Varianten
AB-150 AgLandwirtschaftsversion, 5 gebaut
AB-150 RVBestellungen für die AB-150RV wurden in Bestellungen für die Aero Boero AB-180RV umgewandelt.

## Technische Daten
| Kenngröße             | Daten                                                          |
| --------------------- | -------------------------------------------------------------- |
| Besatzung             | 1                                                              |
| Passagiere            | 2                                                              |
| Länge                 | 7,27 m                                                         |
| Spannweite            | 10,72 m                                                        |
| Höhe                  | 2,70 m                                                         |
| Flügelfläche          | 16,47 m²                                                       |
| Leermasse             | 590 kg                                                         |
| max. Startmasse       | 1001 kg                                                        |
| Reisegeschwindigkeit  | 152 km/h                                                       |
| Höchstgeschwindigkeit | 228 km/h                                                       |
| Triebwerke            | 1 × Lycoming O-320-A2B Vierzylinder-Boxermotor 112 kW (150 hp) |